# Glaspest
Glaspest dannes især i ældre glasvarer, der er fremstillet af glasformuleringer, som ikke tåler det stærkt basiske miljø i en opvaskemaskine. Under disse betingelser sker en ionbytning i glassets overflade, hvorved bl.a. calcium-ioner fjernes fra glasoverfladen og efterlader små revner/defekter.[kilde mangler]
Dette fører i længden til mælkehvide "belægninger", der ikke kan fjernes (uanset hvilke produkter, der tilbydes på markedet). Glaspest smitter ikke fra glas til glas.
Glaspest kan forvekles med kalkaflejringer og sæberester der også kan give et tåget mælkehvid udseende på glas.
I modsætning til glaspest kan kalk og sæbe fjernes fra glasset.